# Chazara
Chazara is een geslacht van vlinders uit de familie van de Nymphalidae, uit de onderfamilie van de Satyrinae. Dit geslacht is voor het eerst wetenschappelijk beschreven door Frederic Moore in een publicatie uit 1893.

## Soorten
- Chazara bischoffii (Herrich-Schäffer, 1846)
- Chazara briseis (Linnaeus, 1764) — Heremiet
- Chazara eitschbergeri Lukhtanov, 1999
- Chazara enervata (Alphéraky, 1882)
- Chazara heydenreichi (Kindermann, 1853)
- Chazara kaufmanni (Erschoff, 1874)
- Chazara persephone (Hübner, 1805) — Donkere heremiet
- Chazara prieuri (Pierret, 1837) — Bonte heremiet
- Chazara rangontavica Shchetkin, 1981
- Chazara staudingeri (Bang-Haas, 1882)